# Широконоска
Широконоска (лат. Spatula clypeata) — вид широко распространённых водоплавающих птиц из семейства утиных с очень длинным и широким клювом.
Относится к роду Spatula, однако раньше систематики включали его в род речных уток. Гнездится в умеренном климате Евразии и Северной Америки. Перелётная на всём протяжении ареала. Является объектом спортивной и промысловой охоты.

## Описание

### Внешний вид

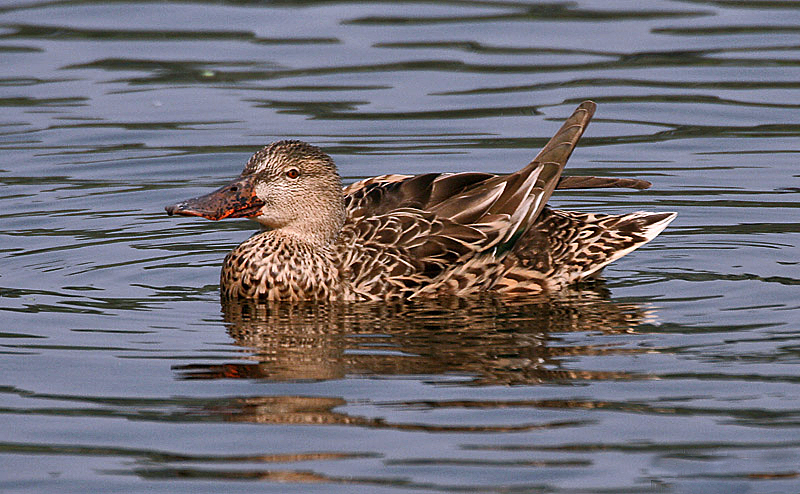
Взрослая самка

Среднего размера утка — крупнее чирков, однако меньше шилохвости. Общая длина тела 44—52 см, размах крыльев 73—82 см, масса 470—1000 г. Шея относительно короткая, голова маленькая. Со стороны несколько напоминает крякву, но легко отличается от неё непропорционально большим клювом, длинным и заметно расширяющимся от основания к концу. Длина клюва 62—70 мм у самцов и 59—65 мм у самок, ноготок узкий, а роговые пластинки очень длинные. Крылья относительно широкие, но несколько уже, чем у кряквы.
В окрасе хорошо выраженный половой диморфизм — самцы и самки значительно отличаются друг от друга. Селезень в брачном наряде ярко раскрашен. Голова и шея чёрные с зелёным металлическим отливом по бокам. Спина, надхвостье и подхвостье чёрные с сине-зелёным отливом, по бокам спины заметны белые полосы. Маховые каштанового цвета, второстепенные с блестящим зелёным зеркалом. Впереди зеркала видна белая кайма, образованная белыми вершинами бурых кроющих. Зоб и грудь белые, брюхо и бока каштаново-рыжие. Клюв у самца чёрный, радужная оболочка жёлтая либо красновато-оранжевая. Ноги у обоих полов оранжево-красные. Самка имеет покровительственную буровато-пёструю окраску со светлым верхом крыльев. Клюв буро-оливковый, радужина жёлто-ореховая. Летом самец становится похожим на самку, отличаясь от неё сизо-голубоватым верхом крыла и более яркой окраской зеркала. Молодые птицы в целом похожи на взрослую самку, отличаясь от неё более тусклыми верхними кроющими.

### Голос
Обычно молчаливая птица. Чаще слышен голос самца — двусложные, глухие чмокающие звуки «кхо-кхо», в случае беспокойства повторяемые несколько раз. Кряканье самки более хриплое и тихое.

### Питание

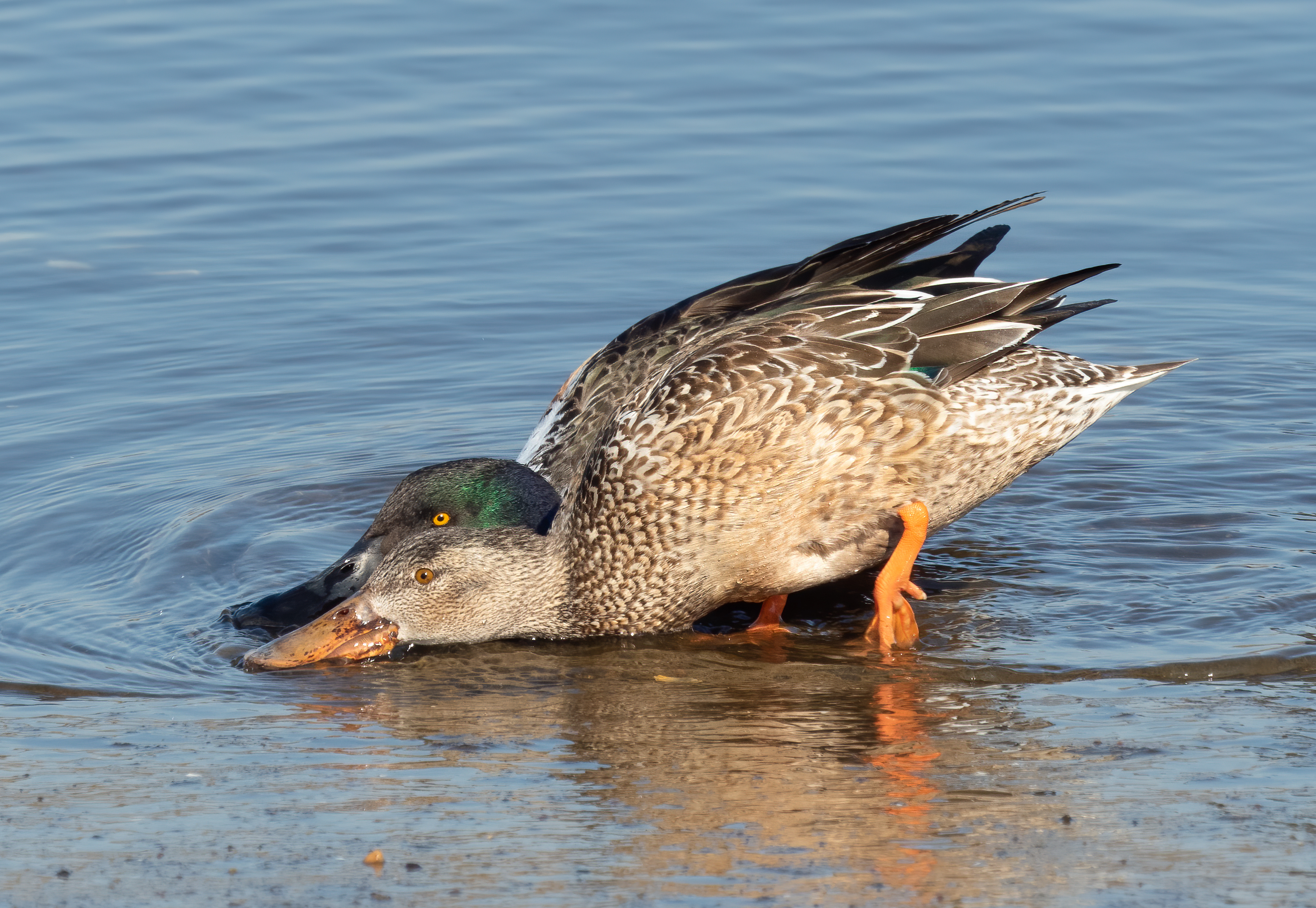
Добыча корма

Это одна из наиболее плотоядных речных уток — основу её питания составляют крохотные рачки (Valvata, Daphne, Cyclops, Esteria), моллюски (Planorbis contortus, Vivipatus viviparus, Dreissena, Planorbis), насекомые и их личинки (ручейники, хирономиды, стрекозы, водяные жуки), которых птицы процеживают с помощью языка и пластинок своего клюва. В меньшей степени птицы употребляют в пишу некоторых улиток и личинки рыб. Наряду с животными кормами, утки питаются семенами и вегетативными частями водных растений. Часто кормятся группами и собираются в местах кормёжки других птиц. Пищу собирают с поверхности воды либо со дна водоёма, опуская клюв в воду. Чтобы поднять её на поверхность из нижних слоёв воды, могут подолгу крутиться на одном месте, создавая таким образом водоворот.

### Размножение

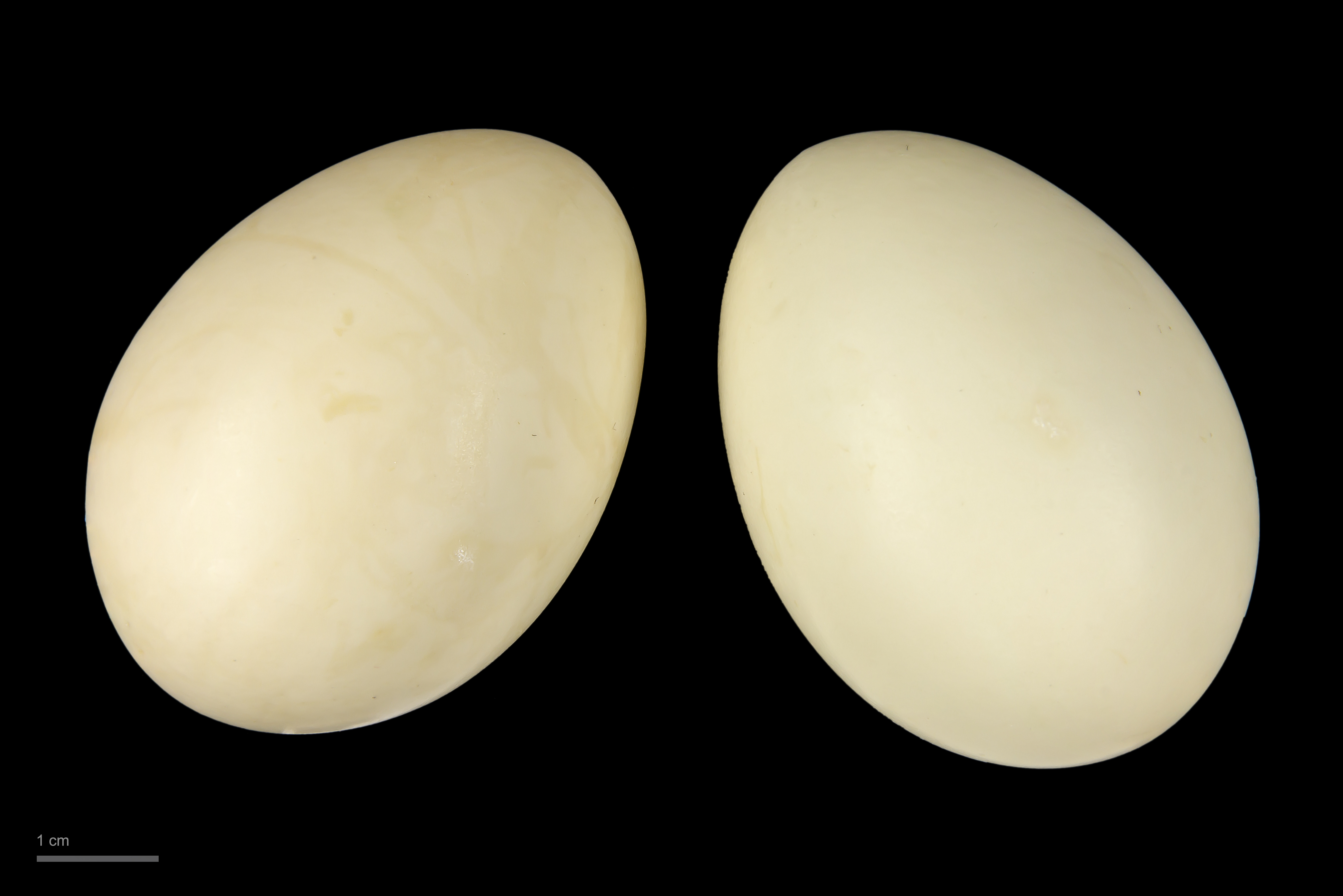
Яйца из коллекции Тулузского музея

Половая зрелость наступает в возрасте одного года, хотя большая часть птиц приступает к размножению только через 2 года. Сезон размножения, как правило, приходится на апрель — июнь. Пары образуются ещё до его начала — к местам гнездовий утки прибывают уже парами. Тем не менее в брачный период одинокие самцы иногда преследуют чужих самок. В это время можно наблюдать птиц, плывущих друг за другом по кругу с погружённым в воду клювом. Иногда самец и самка тихо покрякивают, покачивая вытянутой головой вверх и вниз. Гнездо представляет собой углубление в земле с выстилкой из прошлогодней растительности и светло-серого пуха, обычно недалеко от водоёма — на небольшом безлесом острове, сенокосном лугу, на высокой осоковой кочке, в тростнике. Птицы часто гнездятся недалеко от других общественных птиц — крачек, куликов или сизых чаек. Их сигнал тревоги помогает широконоскам лучше защититься от приближающихся хищников. Диаметр гнезда 200—270 мм, диаметр лотка 150—200 мм, глубина лотка 90—100 мм. Полная кладка состоит из 7—13 (чаще 10—12) светлых с желтоватым либо желтовато-оливковым оттенком яиц. Насиживание начинается с последнего яйца и продолжается в течение 23—25 дней. Самка насиживает в одиночку; в начале срока она периодически покидает гнездо, прикрывая яйца пухом, а ближе к концу сидит очень плотно. После начала инкубации селезень быстро теряет интерес к потомству и сбивается в однополые стаи, в которых пережидает линьку. Птенцы, как и у других утиных, выводкового типа — вскоре после вылупления они покидают гнездо и следуют за самкой. Способность к полёту появляется в возрасте 40—45 дней, после чего птенцы рассеиваются и начинают самостоятельную жизнь. Осенний отлёт начинается в сентябре.

## Распространение

### Ареал
Область распространения охватывает оба полушария. В Южной Европе гнездится спорадично в Южной Испании и Франции, включая Корсику. Северо-восточнее широко распространена на Британских островах (в том числе, на Оркнейских островах и Гебридских), широкой полосой вдоль северного побережья Атлантики, в Южной Норвегии, Швеции, Финляндии южнее 63° с. ш. Также гнездится в Исландии. В Центральной Европе гнездовой ареал охватывает Австрию, Сербию, Чехию, Словакию, Венгрию, Македонию, Румынию и Болгарию. Обычна на большей части Германии, Польши, стран Прибалтики, Белоруссии и Украины. Южная граница ареала проходит через черноморское побережье Турции и Закавказье.

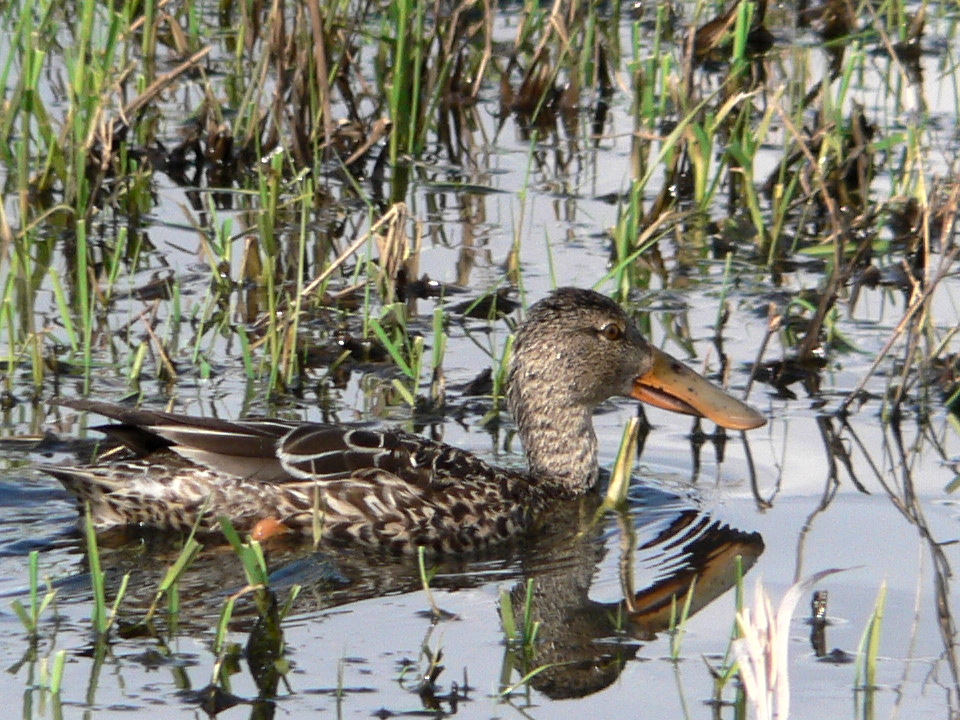
Типичное место обитания

В Европейской части России на север поднимается до Беломорска в Карелии, Архангельска, устья р. Печоры, бассейна Оби в районе Салехарда. В Сибири встречается на Енисее до впадении в него Нижней Тунгуски, на Таймыре до границы зоны лесов, в бассейне рек Вилюй, Яна (до 68° с. ш.) и Колыма (до 68,5° с. ш.) Изредка встречается на Камчатке. Южная граница гнездовий пролегает через прикаспийские и приаральские степи и полупустыни, низовья Сырдарьи, Семиречье, бассейн Чёрного Иртыша, Забайкалье, озеро Орок-Нор на северо-западе Монголии, Маньчжурию, Приморье и остров Хоккайдо.
В Северной Америке гнездится на западе материка, на восток достигая района Великих озёр в штате Миннесоты и канадской провинции Манитоба. На севере ареал доходит до северной Аляски, на юге до калифорнийской долины и штата Нью-Мексико.

### Миграции
Перелётная птица. В Европе зимуют на Британских и Азорских островах, в Средиземноморье, на побережье Чёрного моря в Болгарии и Румынии. В Африке достигают Канарских островов, Сенегала и Северной Нигерии на западе и Уганды и побережья Красного моря на востоке. Южнее границ России перемещаются в Закавказье, Ирак, Иран, Среднюю Азию, Индию и северные районы Индокитая. На востоке зимуют на о. Хонсю и южных Японских островах, Тайване и Филиппинах. Известны случайные залёты в Австралию. В Америке мигрируют в южные и юго-восточные штаты США, Мексику, западные районы Центральной Америки и Антильские острова.

### Местообитания
Излюбленные биотопы — открытые водоёмы степной и лесостепной зоны, где широконоски наиболее многочисленны. В полосе лесов обитает на мелководье открытых озёр и в широких поймах рек. В тундре встречается только на северо-востоке Европы. Предпочтение отдаёт водоёмам с растительностью, однако с открытыми водными пространствами. Избегает лесных рек и озёр с плотно подступившим лесом. В период зимней миграции держится на лиманах, морских побережьях в зоне прилива и болотах с пресной или солёной водой.